# Бараново (Липецкая область)
Бара́ново — деревня Афанасьевского сельсовета Измалковского района Липецкой области России.

## Название
Название — по фамилии Баранов.

## История
Известно по документам 1620 года.

## Население
| 2010 |
| ---- |
| 67   |